# Consolat d'Albània a Barcelona
El Consolat Honorari de República d'Albània a Barcelona (en albanès: Konsullata e Republikës së Shqipërisë në Barcelonë) era la missió diplomàtica d'Albània a la ciutat de Barcelona. Actualment, el consolat no està operatiu. L'última adreça coneguda del consolat era al número 11 del carrer Serra i Hunter, al districte de Pedralbes (Les Corts) a Barcelona.
Des del 2020 amb la imputació del cònsol honorari d'Albània Josep Maria Calmet en un presumpte delicte de blanqueig de diners al Clan Jodorovitx, que va dimitir unes setmanes abans que se sabés l'escàndol. No hi ha constància que fou substituït i el servei consular va desaparèixer.